# Cornelis Vreeswijk-stipendiet
Cornelis Vreeswijk-stipendiet är ett stipendium som sedan 1988 årligen delas ut av Stiftelsen Cornelis Vreeswijks minne till Cornelis Vreeswijks minne. Pristagaren ska vara minst 35 år och skriva, sjunga eller framträda på svenska. Pristagaren får inte tidigare ha erhållit ett statligt/kommunalt/fackligt stipendium. Stipendiets storlek är beroende av det innestående kapitalet. Första året priset delades ut var prissumman på 15 000 kronor och har sedan mestadels ökat. 2017 delades 750 000 kronor ut, och 2020 500 000 kronor.
Pristagaren utses av en jury bestående av en representant för vardera Aftonbladet och Expressen samt en advokat. Cornelis Vreeswijks producent Silas Bäckström är utsedd till suppleant.

## Stipendiater
- 1988 – Tommy Johnson
- 1989 – Sven Zetterberg
- 1990 – Monica Zetterlund
- 1991 – Tore Berger
- 1992 – Claes Janson
- 1993 – Björn J:son Lindh
- 1994 – Olle Adolphson
- 1995 – Evabritt Strandberg
- 1996 – Lasse Tennander
- 1997 – Lars Forssell
- 1998 – Stefan Sundström
- 1999 – Ola Magnell
- 2000 – Jack Vreeswijk
- 2001 – Louise Hoffsten
- 2002 – Sven-Bertil Taube
- 2003 – Mikael Wiehe
- 2004 – Owe Thörnqvist
- 2005 – Freddie Wadling
- 2006 – Ewert Ljusberg
- 2007 – Peps Persson
- 2008 – Rikard Wolff
- 2009 – Lena Nyman
- 2010 – Jojje Wadenius
- 2011 – Olle Ljungström
- 2012 – Tommy Körberg
- 2013 – Peter Carlsson
- 2014 – Marie Bergman
- 2015 – Rolf Wikström[3]
- 2016 – Thorsten Flinck[4]
- 2017 – Svante Thuresson[5]
- 2018 – Lill Lindfors[6]
- 2019 – Pugh Rogefeldt[7]
- 2020 – Kjell Höglund[2]
- 2021 – Lasse Berghagen[8]
- 2022 – Dogge Doggelito[9]
- 2023 – Ulf Dageby[10]
- 2024 – Monica Törnell[11]
- 2025 – John Holm[12]